# Tocca a me
Tocca a me è un singolo della cantautrice italiana Federica Carta, in collaborazione con la cantante Mydrama, pubblicato il 21 maggio 2021.

## Descrizione
Il brano è stato scritto dalle stesse cantanti assieme a Adel Al Kassem, Simone Cremonini e Riccardo Scirè, quest'ultimo anche produttore della traccia. Il brano, che affronta il tema dei Diritti LGBT in Italia, è stato descritto da Carta nel significato:
(Federica Carta)

## Accoglienza
Fabio Fiume di All Music Italia assegna al brano un punteggio di 5 su 10, scrivendo che nel complesso manca «di un’evoluzione, restando incompleto». Fiume tuttavia apprezza la «linea malinconica» di Carta, poiché prende «piega particolare che la rende più sicura e presente», mentre descrive Mydrama «poco identificabile» nel brano.

## Video musicale
Il videoclip del brano, diretto da Priscilla Santinelli, è stato pubblicato contestualmente all'uscita del singolo sul canale YouTube della cantante.

## Tracce
Testi e musiche di Adel Al Kassem, Federica Carta, Alessandra Martinelli, Simone Cremonini, Riccardo Scirè.
1. Tocca a me – 2:58